# Innocent Mdledle
Innocent Thembinkosi Mdledle (Matatiele, 1985. december 11. –) dél-afrikai válogatott labdarúgó.

## Pályafutása

### Klubcsapatokban
A Witbank Spurs csapatából igazolt 2005-ben az Orlando Pirates csapatához. 2009 és 2012 között a Mamelodi Sundowns játékosa volt. 2014-ben a Supersport United klubjába igazolt, ahol egészen 2012-ig volt. 2014 januárjában igazolt Black Aces csapatához, de júliusában bejelentette visszavonulását.

### A válogatottban
Tagja volt a 2009-es konföderációs kupán résztvevő válogatott keretnek, de pályára nem lépett.